# Journalistiek
Journalistiek is te omschrijven als het verzamelen van meestal nieuwe of actuele gegevens, ze bewerken en met enige regelmaat publiceren voor het publiek in het algemeen of voor bepaalde publieksgroepen. Daarbij gaat het om gegevens die meestal van algemeen belang zijn, waarbij met name onderwerpen als politiek, economie en veiligheid worden gevolgd, afgezien van plotselinge sterk negatieve en in mindere mate positieve verschijnselen (bijvoorbeeld ongelukken).

## Definitie
Journalistiek is het verslag doen van nieuws. Een journalist verzamelt en verwerkt het nieuws voor de lezer, kijker of luisteraar. Journalistiek is de discipline van het verzamelen, controleren, rapporteren en analyseren van het nieuws.
Een journalistiek bericht dient in eerste instantie antwoord te geven op de vragen wie, wat, waar, wanneer, waarom en hoe (=de vijf W's + H). Er bestaan twee belangrijke vormen van journalistiek: de feiten zo neutraal en objectief mogelijk doorgeven, of ze juist duidelijk voorzien van commentaar.
Er bestaan overigens verschillende andere definities van de journalistiek. Bijvoorbeeld: journalistiek bedrijven betekent zich bezighouden met het bijeenbrengen, verzenden, verspreiden, becommentariëren van nieuws en inlichtingen en met het beschrijven van gebeurtenissen. Het publiceren hiervan gebeurt in diverse media.

## Vrij beroep, persvrijheid, objectiviteit en beperkingen
Journalistiek wordt gezien als een vrij beroep, dat wil zeggen dat er door de overheden in veel westerse landen formeel geen beperking aan de uitoefening ervan wordt opgelegd, ook niet door eisen aan de beroepsbeoefenaren.
In Nederland en België is dat formeel het geval: iedereen kan zich er journalist noemen en journalistiek bedrijven. In sommige andere landen is er een speciale opleiding voor nodig is om de journalistiek te mogen bedrijven.
Persvrijheid, zijnde de vrijheid om journalistiek te bedrijven en te publiceren, is een onmisbare factor voor een goede werking van de journalistiek. Deze factor is in de meeste westerse landen gegarandeerd in de grondwet, zoals dat in Nederland en België het geval is. In Nederland is in media-cao’s de onafhankelijkheid van redacties vastgelegd met een redactiestatuut. 
Objectiviteit is een andere, en deze hangt sterk samen met economische onafhankelijkheid en de mogelijkheid tot het behoud van pluriformiteit van de pers. Objectiviteit moet controleerbaar zijn voor de lezers, luisteraars of kijkers. Dat wil zeggen dat de betrokken journalisten zich uitdrukkelijk conformeren aan een objectief uitgangspunt, of dat een niet-objectief uitgangspunt van een medium openlijk bekend is en niet verhuld wordt.
De journalistiek kent ook duidelijke beperkingen. Deze zijn onder meer:
- de kwaliteit van de journalisten en hun eventuele opleidingen
- de kwaliteit van de media (volledigheid, objectiviteit, snelheid en accuratesse)
- de (overheids)voorwaarden in het land waar journalisten werken
- de behoefte van het publiek aan nieuws (deze behoefte zou, volgens sommigen, de laatste jaren sterk afgenomen zijn door de groei van de zogenaamde 'genotscultuur' en de bijbehorende ontlezing)
- de bereidheid van het publiek om kritische informatie op te nemen
- (vrijwillige) journalistieke gedragscodes (zoals de code van Bordeaux)
- klachtenregelingen bij media (ombudslieden) of daarbuiten (Raad voor de Journalistiek of rechtbanken)
- de fysieke omstandigheden. In grote landen en landen met een slechte infrastructuur is het bijvoorbeeld soms onmogelijk om snel ter plaatse te geraken. Wel kunnen de lijnen steeds meer worden verkort door de smartphone en sociale media. Ook sterk in opkomst is burgerjournalistiek.
- de economische omstandigheden (in Nederland en België bijvoorbeeld krimpen lokale dagbladen in door de relatief hoge kosten en ontlezing)
- de "Pre-publication legislation" (= met veel geld en advocaten de publicatie van een artikel of boek aanvechten omdat het de belangen van iemand zou schenden: zo wordt bijvoorbeeld de publicatie van het boek over de moord op Dulcie September in Zuid-Afrika en Frankrijk bemoeilijkt)

## Maatschappelijke functie

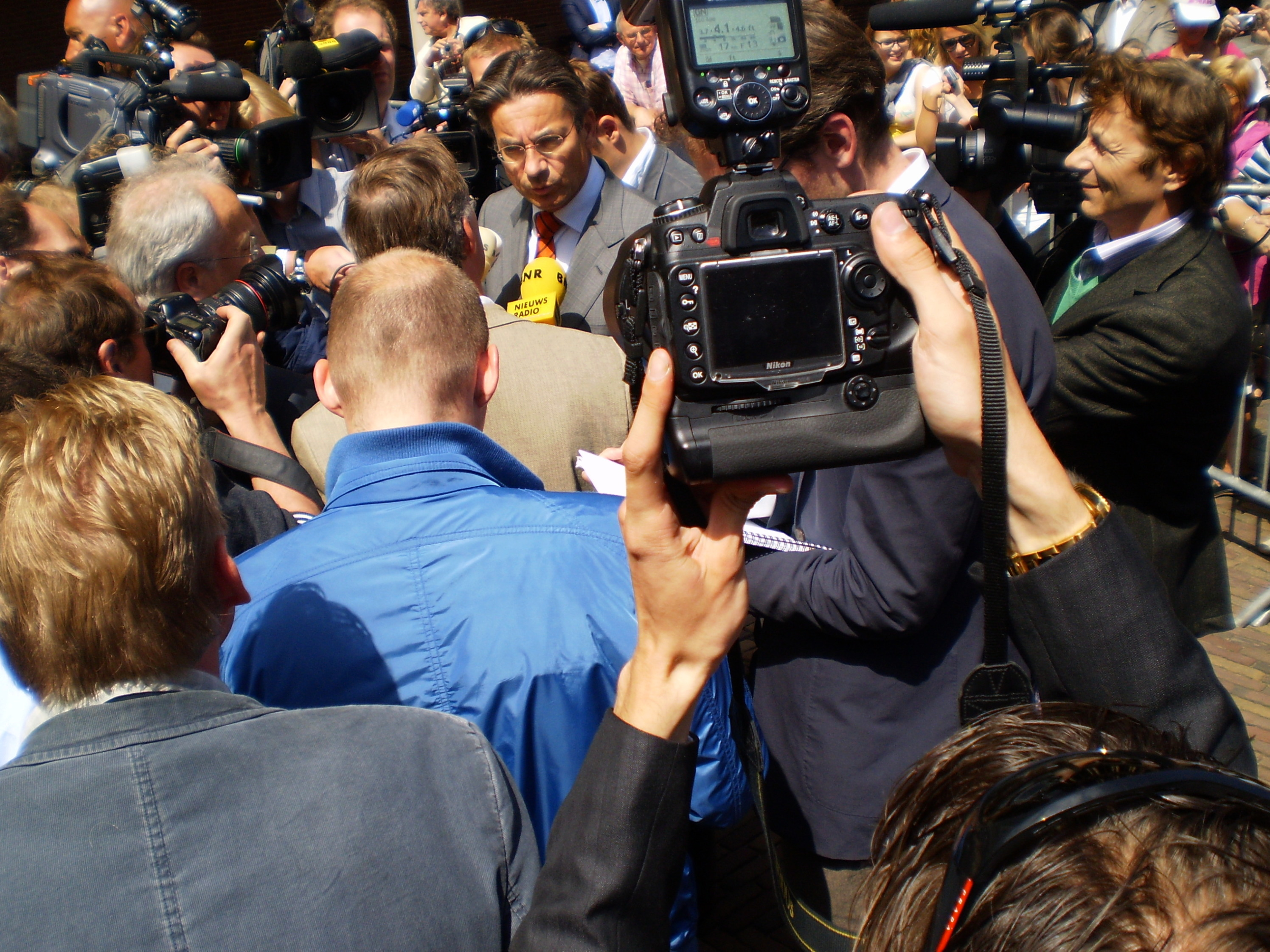
De Nederlandse politicus Maxime Verhagen wordt belaagd door journalisten

De journalistiek wordt vaak gezien als de vierde macht in een (democratische) staat, naast de wetgevende, uitvoerende en rechterlijke macht (trias politica). In dergelijke landen wordt dan ook breed de opvatting gehuldigd dat voor een goede werking van de journalistiek, deze onafhankelijk van andere machten kan opereren.
Journalistiek in de huidige zin van het woord ontstond in de 17e eeuw met de opkomst van de handel en de noodzaak tot actuele informatie daarover. Zij heeft intussen maatschappelijke erkenning verworven in het vergaren en verbreiden van meestal nieuwe informatie voor het publiek, zowel als het duiden en becommentariëren daarvan. Die maatschappelijke functie is ook goed uit het ontstaan van kranten in de Nederlanden in de Gouden Eeuw, de eerste ter wereld met die naam, af te lezen: hoe breder en objectiever de informatie, hoe succesvoller de krant was.
In de 21e eeuw is in de westerse wereld de opvatting algemeen geworden dat journalistiek onmisbaar is voor het functioneren van de maatschappij, en deels voor het doorlopend kritisch volgen van en vrij berichten over elke vorm van macht, of deze nu politiek, financieel of economisch, militair of fysiek is. Een treffend voorbeeld daarvan is het zogenaamde 'Watergateschandaal', waarbij leden van de Republikeinse Partij en CIA-leden werden opgepakt toen ze inbraken in een campagnebureau van de Democratische Partij. De affaire werd door de journalisten Bob Woodward en Carl Bernstein aan de kaak gesteld in hun krant, The Washington Post. Uiteindelijk leidde dit tot het aftreden van de toenmalige president, Nixon.
De journalistiek levert ook problemen op, zoals blijkt uit de wijze waarop "roddelbladen", zoals het Vlaams-Nederlandse Story, het Duitse Bild (de grootste krant van Europa) en de Britse The Sun omgaan met hun vrijheid, en daarbij volkomen verzonnen of toch op zijn minst zeer ongefundeerde verhalen publiceren, die voor de betrokkenen zeer schadelijk kunnen zijn.

## Genres
De journalistiek kent los van media diverse genres, waarvan weer allerlei mengvormen bestaan. De voornaamste daarvan zijn:
- het nieuwsbericht of de nieuwsfoto
- het interview (vraaggesprek) of de portretfoto
- factchecking
- het commentaar
- de column
- het achtergrondverhaal
- de (foto- of video)reportage
- het (foto-)essay
- het boek
- de documentaire
- het weblog
- de podcast

## Media
De journalistiek kan zich bedienen van diverse uitgavenvormen (= media). Traditioneel zijn dat kranten, die regelmatig of zelfs dagelijks verschijnen en zich nadrukkelijk tot doel stellen zonder nevendoel alleen voor het publiek nuttig geachte informatie te vergaren en te publiceren.
Steeds meer worden ook andere media gebruikt dan die welke verschijnen op papier, meebewegend met de (potentiële) lezer/kijker/luisteraar.
Digitale media spelen een steeds grotere rol. Het simpelste, goedkoopste en snelste medium is tegenwoordig het weblog, een dagboekachtige webpagina met een gestandaardiseerde opmaak en minimale functionaliteit.
Een korte opsomming van beschikbare media:
- historisch: de dorpsomroeper, rooksignalen
- boden: het oudste middel, met een lage toegangsdrempel, en mondelinge overdracht, nog steeds in gebruik, bijvoorbeeld in sommige arme landen, maar ook moderne, westerse landen
- rondzendbrieven: zeer lage toegangsdrempel, een zeer oud middel, reeds in de oudheid, onder de Grieken en Romeinen, en door bijvoorbeeld de apostelen gebruikt
- kranten: middelhoge toegangsdrempel, en ontstonden na de uitvinding van de drukpers (China en Korea, 6e tot 8e eeuw). De eerste regelmatige kranten ter wereld verschenen in Amsterdam in de Gouden Eeuw, en bevatten voornamelijk handelsnieuws. De beperking schuilt tegenwoordig in de productietijd van minimaal 12 uur en de ingewikkelde distributie.
- tijdschriften: door kleurendruk en specialisatie vaak een hogere toegangsdrempel dan kranten, en hebben een productietijd vanaf meestal 48 uur en zijn dus meer geschikt voor achtergronden en analyses
- boeken: zeer oud middel, met een zeer hoge toegangsdrempel, en meestal alleen gebruikt voor achtergrond en analyse (die op zichzelf weer nieuws kan zijn)
- radio: middelhoge toegangsdrempel, ontstond begin 20e eeuw, heeft als voordeel de snelheid van distributie en de veel geringere productietijd, maar kan geen beeld tonen
- televisie: zeer hoge toegangsdrempel, en is meestal traag, maar kan ook snel zijn (bij live-uitzendingen bijvoorbeeld), en vereist een uitgebreide organisatorische voorbereiding en technische kennis en voorzieningen (die vaak in de handen van de overheid zijn)
- website of weblog: zeer lage toegangsdrempel, kunnen snel en eenvoudig zijn, maar zijn vaak niet te beoordelen op de kwaliteit en herkomst van hun informatie
- podcast
- e-mail-nieuwsbrieven (al dan niet tussentijds)
- RSS
- pushberichten voor het laatste nieuws
- sociale media zoals Facebook en Twitter (vooralsnog vooral voor lezersreacties, echter wel gemodereerd), Instagram, Pinterest etc.
- geheel digitale publicatie

## Beroep
In het journalistieke beroep bestaan er diverse taken en specialisaties. De voornaamste daarvan zijn:
- de organisatie van het journalistieke proces: dit wordt gedaan door uitgevers en hoofdredacteuren en andere redactionele leiders
- opdiepen van gegevens: vooral werk voor verslaggevers en onderzoeksjournalisten, meestal verbonden aan grotere organisaties zoals dagbladen of persbureaus en (freelance-)onderzoekscollectieven
- het selecteren van persberichten voor publicatie
- duiden van gegevens: gebeurt meestal door redacties
- bewerking van gegevens: 'rauwe' informatie is meestal niet geschikt voor publieke consumptie, bijvoorbeeld in Nederland de jaarlijkse miljoenennota met de staatsbegroting voor het volgende jaar
- publicatie van de bewerkte informatie, meestal door redacties, maar sinds de komst van websites is het weer mogelijk voor individuele journalisten om simpel en goedkoop te publiceren.
- specialistisch schrijven over bepaalde onderwerpen, zoals wetenschap, sport, misdaad, cultuur, economie, levensbeschouwing, spiritualiteit,  huis en tuin, opvoeding en onderwijs, consumenteninformatie etc., of voor doelgroepen zoals kinderen, senioren etc.
- fotojournalistiek
- columns schrijven
- het voeren van een correspondentschap vanuit andere landen
- het publiceren op digitale media
- het redigeren van een brieven- en opiniepagina
- een ombudsfunctie voor behandeling van kritiek van lezers op de krant zelf

## Beroepsopvatting, stromingen
Enkele stromingen voortkomend uit de beroepsopvatting over wat journalistiek moet zijn:
- Constructieve journalistiek: Ulrik Haagerup: “Het is kijken naar problemen en kijken wat er aan gedaan kan worden. Het gaat over hoop en inspiratie.”[1]
- Geweldloze journalistiek: een vorm van geweldloze communicatie:[2] hier ligt de nadruk op verslaggeving van de conflicten waarin geweld en oorlogen geworteld zijn, in plaats het (militaire) geweld zelf waar de meeste media op focussen (en dat ze impliciet legitimeren).[3]
- Mainstream: de traditionele massamedia die het grote publiek ('de massa') voorzien van informatie en daarbij voornamelijk de algemeen heersende opvattingen uitdragen en vormen.
- Narratieve (verhalende) journalistiek, literaire non-fictie.
- Slow journalism: de kwaliteit van de journalistiek van de reguliere nieuwsmedia schiet te kort door de haastcultuur. De aanhangers hiervan willen hiervoor een tegengif bieden.

## Beperkingen
De journalistiek heeft in de hele wereld te maken met beperkingen van de persvrijheid, en beperkingen in het vrij uitoefenen van het beroep journalist. De organisatie Verslaggevers Zonder Grenzen (VZG, ook wel Reporters Zonder Grenzen) doet onderzoek naar persvrijheid, en wil deze bevorderen.
Daarnaast zijn er economische beperkingen, zoals concentraties van media binnen één bedrijf. Hiervoor bestaan in verschillende landen weer wettelijke regels, gericht op het behoud van de journalistieke pluriformiteit. Over de efficiëntie daarvan wordt getwist. In Nederland en België bijvoorbeeld is het verschijnsel van 'one paper city' (= een plaats of regio die nog slechts door één medium van informatie en nieuws wordt voorzien) sterk opgekomen, onder invloed van economische omstandigheden. In sommige gevallen maken lokale radiozenders of websites dit weer enigszins goed.